# Scott Clifton
Scott Clifton, egentligen Scott Clifton Snyder, född 31 december 1984 i Los Angeles, är en amerikansk skådespelare.
I Glamour spelar han Liam Spencer sedan 2010.